# Jakob Urbanč
Jakob Urbanč (* 27. Mai 2004 in Brežice) ist ein slowenischer Leichtathlet, der sich auf den Hammerwurf spezialisiert hat.

## Sportliche Laufbahn
Erste Erfahrungen bei internationalen Wettkämpfen sammelte Jakob Urbanč im Jahr 2021, als er bei den U18-Balkan-Meisterschaften in Kraljevo mit einer Weite von 74,12 m die Goldmedaille mit dem 5-kg-Hammer gewann. Im Jahr darauf gelangte er bei den U20-Weltmeisterschaften in Cali mit 69,99 m auf den zwölften Platz mit dem 6-kg-Hammer und 2023 wurde er bei der 2. Liga der Team-Europameisterschaft im Rahmen der Europaspiele in Chorzów mit 64,27 m Elfter. Anschließend belegte er bei den U20-Europameisterschaften in Jerusalem mit 71,38 m den achten Platz. Im Jahr darauf belegte er bei den U23-Mittelmeer-Meisterschaften in Ismailia mit 64,43 m den fünften Platz und 2025 gelangte er bei den U23-Europameisterschaften in Bergen mit 69,45 m auf Rang sieben.
2024 wurde Urbanč slowenischer Meister im Hammerwurf.